# Milton Subotsky
Milton Subotsky (Nova York, 27 de setembro de 1921 - Londres, 27 de junho de 1991) foi um  escritor e produtor de cinema e televisão americano. Em 1964, ele fundou a Amicus Productions com Max Rosenberg. Juntos, eles produziram uma série de filmes de baixo orçamento de ficção científica e de terror no Reino Unido.

## Biografia
Subotsky nasceu em Nova York, em uma família de judeus imigrantes. Durante a II Guerra Mundial, serviu no Signal Corps, no qual ele escreveu e editou filmes de treinamento técnico. Após a guerra, ele começou a carreira como escritor e produtor durante a década de 1950, Era de Ouro da televisão. Em 1954, ele escreveu e produziu a série de TV Junior Science. Graduou-se para o cinema em 1956, produzindo Rock, Rock, rock, para o qual também compôs nove músicas. Em 1960, Subotsky mudou-se para Inglaterra e produziu seu primeiro filme de terror, Horror Hotel, no Shepperton Studios.
Em 1964, com o colega expatriado e produtor Max J. Rosenberg, Subotsky forma a empresa Amicus Productions. Baseada no Shepperton Studios, produziu clássicos cult filmes como Dr. Terror's House of Horrors (1964), Dr. Who and the Daleks (1965), Daleks – Invasion Earth: 2150 A.D. (1966), Torture Garden (1967), Scream and Scream Again (1970), The House That Dripped Blood (1970), Tales from the crypt (1972), Asylum (1972), From beyond the grave (1974) e The land that time forgot (1974).
A Amicus foi desfeita em 1975, mas Subotsky continuou produzindo, inclusive algumas novelas de Stephen King, incluindo Maximum overdrive (1986) e Sometimes they come back (1991).
Faleceu em Londres de problemas cardiovasculares, em 1991, aos 69 anos.